# Anne Duguël
Anne Duguël, seudónimo de Anne Liger Belair (Ixelles, Bélgica, 1 de agosto de 1945 - 21 de mayo de 2015), fue una escritora belga en idioma francés. Escribía tanto para niños como para adultos. Era conocida también por otros seudónimos (Gudule, Anne Guduël, Anne Carali, etc.).

## Biografía
Gudule nació en Bruselas en 1945. Niña solitaria, Anne Duguël desarrolla muy rápidamente una imaginación desenfrenada y una pasión desmedida por la lectura. Descubre a Jean Ray y Michel de Ghelderode, que le dan una idea de lo extraño y lo irracional. Después de estudiar artes decorativas en Bélgica, pasó cinco años como periodista en Oriente Medio.
A su regreso a Francia en 1970, colaboró en varias revistas: Hara-Kiri, Pomme d’api, Fluide Glacial, Charlie Hebdo, L'Écho des savanes, Pif poche, combinando el dibujo, la escritura y el periodismo... y presenta un programa dedicado a los cómics en Radio Libertaire. 
En 1987 se publicó su primer libro, Prince charmant, poil aux dents (Príncipe encantador, pelo en los dientes), un pequeño álbum para niños. Desde entonces emprendió una carrera como escritora de fantasía y de libros infantiles bajo el seudónimo de Gudule. 
Sus escritos sobre jóvenes mezclan historias divertidas con temas serios y de la actualidad, como el maltrato infantil (Agencia Torgnole, golpear duro, 1991), el VIH en la escuela (La vida al revés) o el racismo (La inmigración). 
Estuvo casada con el dibujante Pablo Karali (Carali) y tuvieron tres hijos: Olivier (Olivier Ka), Melanie (Malaca) y Federico.

## Cuentos
- Cuentos y leyendas de miedo (2003). ISBN 978-84-667-2561-3.
- Cuentos y leyendas del amor (2007). ISBN 978-84-667-6244-1.
- Cuentos y leyendas de hadas y princesas (2008). ISBN 978-84-667-7714-8.
- Cuentos y leyendas de elfos y duendes (2009). ISBN 978-84-667-8455-9.